# Clinus acuminatus
Clinus acuminatus är en fiskart som först beskrevs av Bloch och Schneider, 1801.  Clinus acuminatus ingår i släktet Clinus och familjen Clinidae. Inga underarter finns listade i Catalogue of Life.